# Oceaniczna strefa spękań

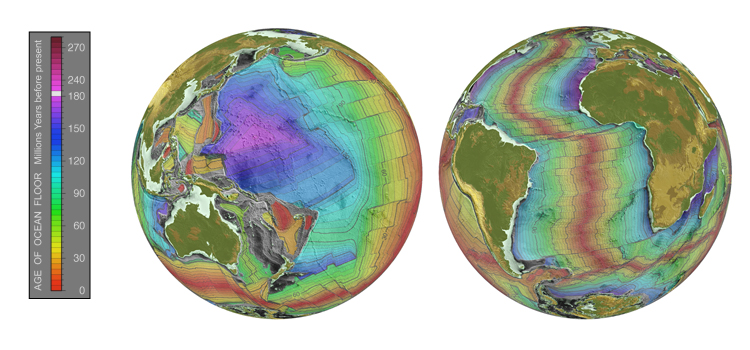
Wiek dna oceanicznego Pacyfiku i Atlantyku z zaznaczonymi izochronami i strefami spękań. Na dnie Pacyfiku strefy spękań są szczególnie dobrze uwidocznione przez duże różnice wieku.

Oceaniczna strefa spękań – forma ukształtowania dna oceanu, rozciągająca się lokalnie prostopadle do grzbietu śródoceanicznego. Stanowią one pozostałość uskoku transformacyjnego w obrębie jednej płyty tektonicznej.

## Powstawanie

Ruch płyt w sąsiedztwie uskoku transformacyjnego

Oceaniczne strefy spękań powstają tam, gdzie uskok transformacyjny dzieli grzbiet śródoceaniczny na dwie rozsunięte części. Utworzone w procesie spreadingu fragmenty nowej skorupy oceanicznej poruszają się w różne strony na aktywnym odcinku uskoku pomiędzy fragmentami grzbietu, natomiast w tę samą stronę na obszarze położonym całkowicie po jednej ze stron grzbietu. Sąsiadujące fragmenty powstałe w rozsuniętych częściach grzbietu mają zatem różny wiek, różnią się także grubością i początkową temperaturą. Aktywność sejsmiczna zanika szybko z oddalaniem się od grzbietu, pozostaje natomiast "szew" łączący te fragmenty.

## Charakterystyka
W topografii dna widoczne są one jako rozpadliny i skarpy (krawędzie) o wysokości sięgającej w niektórych przypadkach ponad 2000 m. Na dnie Pacyfiku osiągają długości rzędu nawet 5000 km. Na Atlantyku szczególnie rozciągła jest Krawędź Romanche, wzdłuż której fragmenty Grzbietu Śródatlantyckiego zostały rozsunięte na odległość 300 km. Strefy spękań dzielą fragmenty jednej płyty tektonicznej o różnym wieku, co uwidacznia się w nieciągłości liniowych anomalii magnetycznych.
Strefa spękań dochodząca z ruchem płyty do rowu oceanicznego może stać się przeszkodą dla subdukcji, w związku z różnicą topografii obu jej stron.